# You're Gonna Hear From Me
Albums de Bill Evans
Jazzhouse
(1969) Montreux II
(1970)
You're Gonna Hear From Me est un album du pianiste de jazz Bill Evans enregistré en 1969 et édité en 1988.

## Historique
Les titres qui composent cet album ont été enregistrés en public, le 24 novembre 1969, au club Jazzhus Montmartre à Copenhague (Danemark).
Ce concert fut enregistré à titre privé par le Danish Jazz Centre. Helen Keane, ayant eu connaissance de l'existence de ces bandes par Karl Knudesn et Peter H. Larsen, en racheta les droits vers 1987 pour les éditer sous forme de disques sur le label Milestone.
On trouvera d'autres titres provenant du même concert sur l'album Jazzhouse.
Les notes de pochette sont d'Eddie Gomez.

## Titres de l’album
| No | Titre                                    | Auteur                           | Durée |
| -- | ---------------------------------------- | -------------------------------- | ----- |
| 1. | You're Gonna Hear From Me                | Andre & Dory Previn              | 3:02  |
| 2. | 'Round Midnight                          | Thelonious Monk, Cootie Williams | 6:22  |
| 3. | Waltz for Debby                          | Bill Evans, Gene Lees            | 5:29  |
| 4. | Nardis                                   | Miles Davis                      | 8:59  |
| 5. | Time remembered                          | Bill Evans                       | 6:04  |
| 6. | Who Can I Turn To (When Nobody Needs Me) | Leslie Bricusse, Anthony Newley  | 6:23  |
| 7. | Emily                                    | Johnny Mandel, Johnny Mercer     | 5:01  |
| 8. | Love Is Here to Stay                     | George & Ira Gershwin            | 3:54  |
| 9. | Someday My Prince Will Come              | Frank Churchill, Larry Morey     | 5:51  |

## Personnel
- Bill Evans : piano
- Eddie Gomez : contrebasse
- Marty Morell : batterie

## Note
1. ↑  Peter H. Larsen est l'auteur de la première discographie de Bill Evans distribuée dans le commerce : Turn out the stars, Peter H. Larsen (édition à compte d'auteur), 1984.